# مالایا سول
مالایا سول (روسی: Малая Соль) یک رودخانه در سرزمین پرم کشور روسیه است.